# Arquitectura regionalista

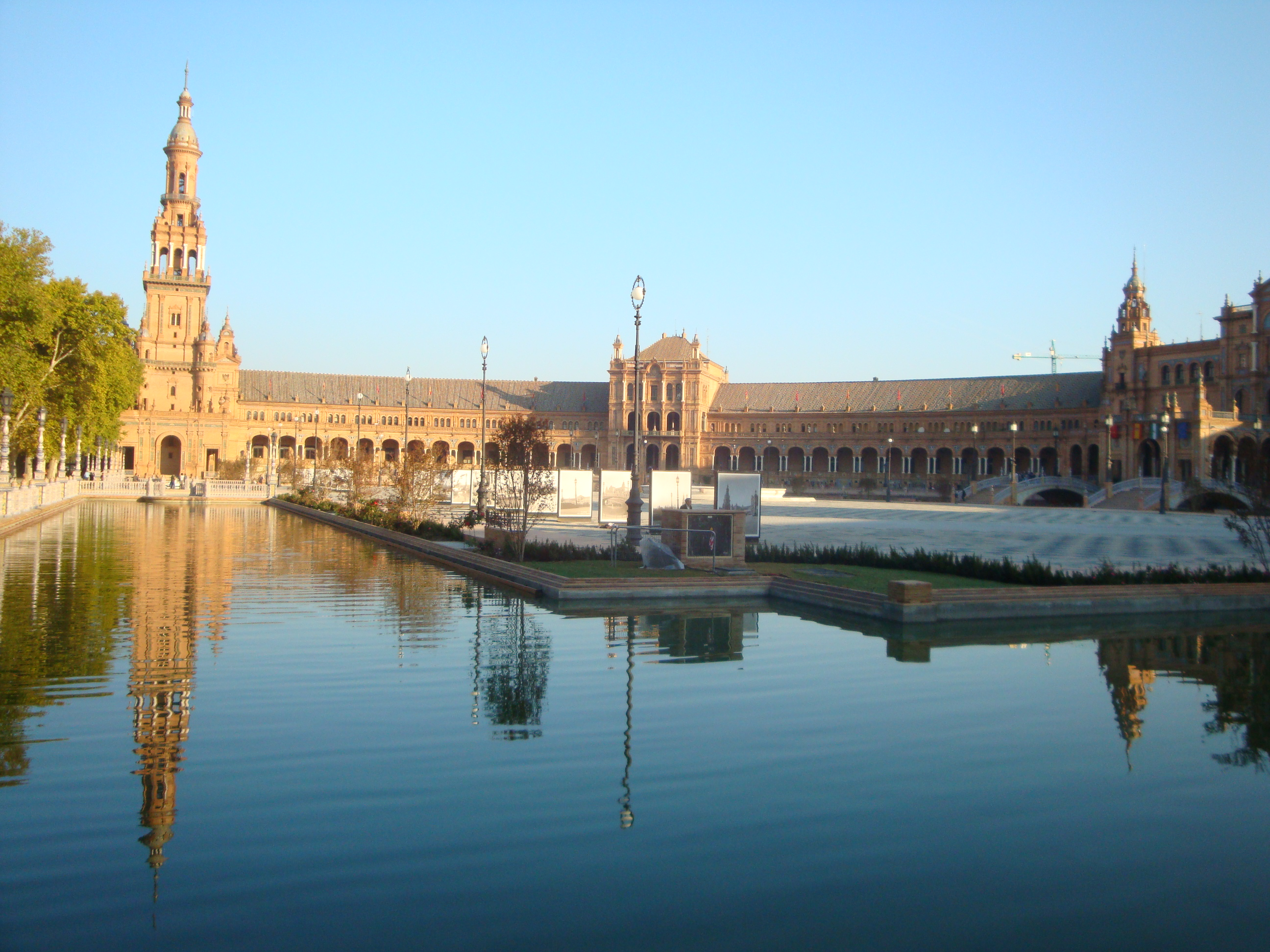
La plaza de España de Sevilla es uno de los mejores ejemplos de arquitectura regionalista en el sur de España.

La arquitectura regionalista es una corriente arquitectónica que aparece en España en un periodo que comprende finales del siglo XIX y comienzos del siglo XX. Corre pareja a otras corrientes historicistas en las que se emplean, a modo de recuerdo evocador, modelos arquitectónicos del pasado. En muchos casos es entendido como un historicismo localista. Se caracteriza por plasmar arquitectónicamente una característica estética de un lugar. A comienzos de siglo XX la arquitectura española se encontraba en pleno debate de elegir un estilo arquitectónico que diera una identidad nacional. Entre estos debates existían ejemplos de arquitecturas que buscaban igualmente la identidad de las regiones de España. La tendencia dominante de esta corriente se mostró durante el primer cuarto del siglo XX y finalizó con la guerra civil española.  

## Historia
La idea era la de plasmar arquitectónicamente la esencia artística de las regiones. Uno de sus promotores iniciales fue el arquitecto e historiador de la arquitectura Vicente Lampérez y Romea, presidente de la Academia de Arquitectos Españoles. Surge como rechazo al modernismo arquitectónico. La acepción tuvo diferente difusión en las regiones españolas. En cada caso se adoptan estilos populares arquitectónicos, bien sea inspirándose en la estética lugareña o regional (bien sea en el estilo constructivo como en la ornamentación), bien sea mediante el empleo de los materiales constructivos. La Exposición Universal de París de 1900 expuso en el Pabellón Español (diseñado por José Urioste) lo que sería un primer intento nacional de marcar una tendencia estilística. Dando lugar a un neoplateresco inspirado en elementos constructivos de palacios salmantinos.  
Alcanza su punto álgido en la exposiciones internacionales de 1929: la exposición Iberoamericana de Sevilla, y la internacional de Barcelona. El primero dio lugar a un ensalzamiento del regionalismo historicista en Andalucía, así como de otras regiones españolas.

## Expresiones regionalistas
Como cabe pensar cada una de las corrientes regionalistas tuvo un desarrollo particular en cada región. En cada uno de los casos se establecen precursores y detractores:

### Modernismo catalán omodernisme
Cataluña: con inspiraciones desde la arquitectura histórica germánica a la persa. Su denominación geográfica se debe a su particular relación con Cataluña, que estaba intensificando sus características diferenciales dentro de la cultura española por razones ideológicas y socioeconómicas, tras el resurgimiento de la cultura catalana denominado Renaixença y en el contexto de un espectacular desarrollo urbano e industrial único en el sur de Europa en aquella época. Se desarrolla principalmente entre las décadas de 1880 y 1910. Este movimiento tiene lugar principalmente en las provincias de Barcelona y Tarragona, aunque sus arquitectos lo expanden a otras ciudades españolas como Comillas, Cartagena, Madrid, Melilla o Valencia (en estas dos últimas este movimiento creara su propia corriente diferencial).

#### Ejemplos notables
- Templo Expiatorio de la Sagrada Familia, en Barcelona, de Antoni Gaudí (1882 a ?)
- Casa Vicens, en Barcelona, de Antoni Gaudí (1883 a 1885)
- El Capricho, en Comillas, de Antoni Gaudí (1883 a 1885)
- Casa Amatller, en Barcelona, de Josep Puig i Cadafalch (1898 a 1900)
- Palacio Longoria, en Madrid, de José Grases Riera (1900 a 1904)
- Parque Güell, en Barcelona, de Antoni Gaudí (1900 a 1914)
- Bellesguard, en Barcelona, de Antoni Gaudí  (1900 a 1916)
- Hospital de la Santa Cruz y San Pablo, en Barcelona, de Lluís Domènech i Montaner  (1902 a 1913)
- Casa Batlló, en Barcelona, de Antoni Gaudí (1904 a 1906)
- Casa de les Punxes, en Barcelona, de Josep Puig i Cadafalch (1905)
- Palacio de la Música Catalana, en Barcelona, de Lluís Domènech i Montaner  (1905 a 1908)
- Casa Milà, en Barcelona, de Antoni Gaudí (1906 a 1912)

### Modernismo valenciano
Comunidad Valenciana: tras el éxito en la Cataluña costera de un movimiento arquitectónico ostentoso, muchos arquitectos valencianos estudiaron en Barcelona y fueron discípulos de Antoni Gaudí o Lluís Domènech i Montaner e importaron el estilo, sin embargo muchas de las obras realizadas en la Comunidad Valenciana tienen clara influencia del movimiento Vienés Sezession.

#### Ejemplos notables
- Estación del Norte, en Valencia, de Demetrio Ribes Marco (1906 a 1917)
- Mercado de Colón, en Valencia, de Francisco Mora Berenguer (1914 a 1916)
- Mercado Central de Valencia, en Valencia, de Francesc Guàrdia i Vial, Alexandre Soler y Enrique Viedma Vidal (1914 a 1928)
- Mercado Central de Alicante, en Alicante, de Francisco Fajardo Guardiola y Juan Vidal Ramos (1915 a 1921)
- Santuario de Santa María Magdalena, en Novelda, de José Sala Sala (1918 a 1946)

### Regionalismo historicista andaluz
Andalucía: consiste en la renovación de un pasado artístico, inspirándose especialmente el mudéjar y el barroco, considerado como glorioso. En función de las provincias se desarrollaron diferentes tendencias dentro del regionalismo: en Sevilla y Córdoba se dio el neomudéjar en su corriente andaluza, característico por el abundante uso del azulejo, liderado fundamentalmente por arquitectos como Aníbal González, Juan Talavera y Heredia y José Espiau y Muñoz, en Cádiz y Huelva el neocolonialismo y en las provincias de Almería, Granada, Málaga y Jaén el historicismo ecléctico.

#### Ejemplos notables
- Pabellón Mudéjar, en Sevilla, de Aníbal González Álvarez-Ossorio (1911 a 1914)
- Plaza de España, en Sevilla, de Aníbal González Álvarez-Ossorio (1914 a 1929)
- Capilla del Carmen, en Sevilla, de Aníbal González Álvarez-Ossorio (1924 a 1928)
- Gallo Azul, en Jerez de la Frontera, de Aníbal González Álvarez-Ossorio (1927 a 1928)
- Estación de Jerez de la Frontera, en Jerez de la Frontera, de Aníbal González Álvarez-Ossorio (1928)

### Otros

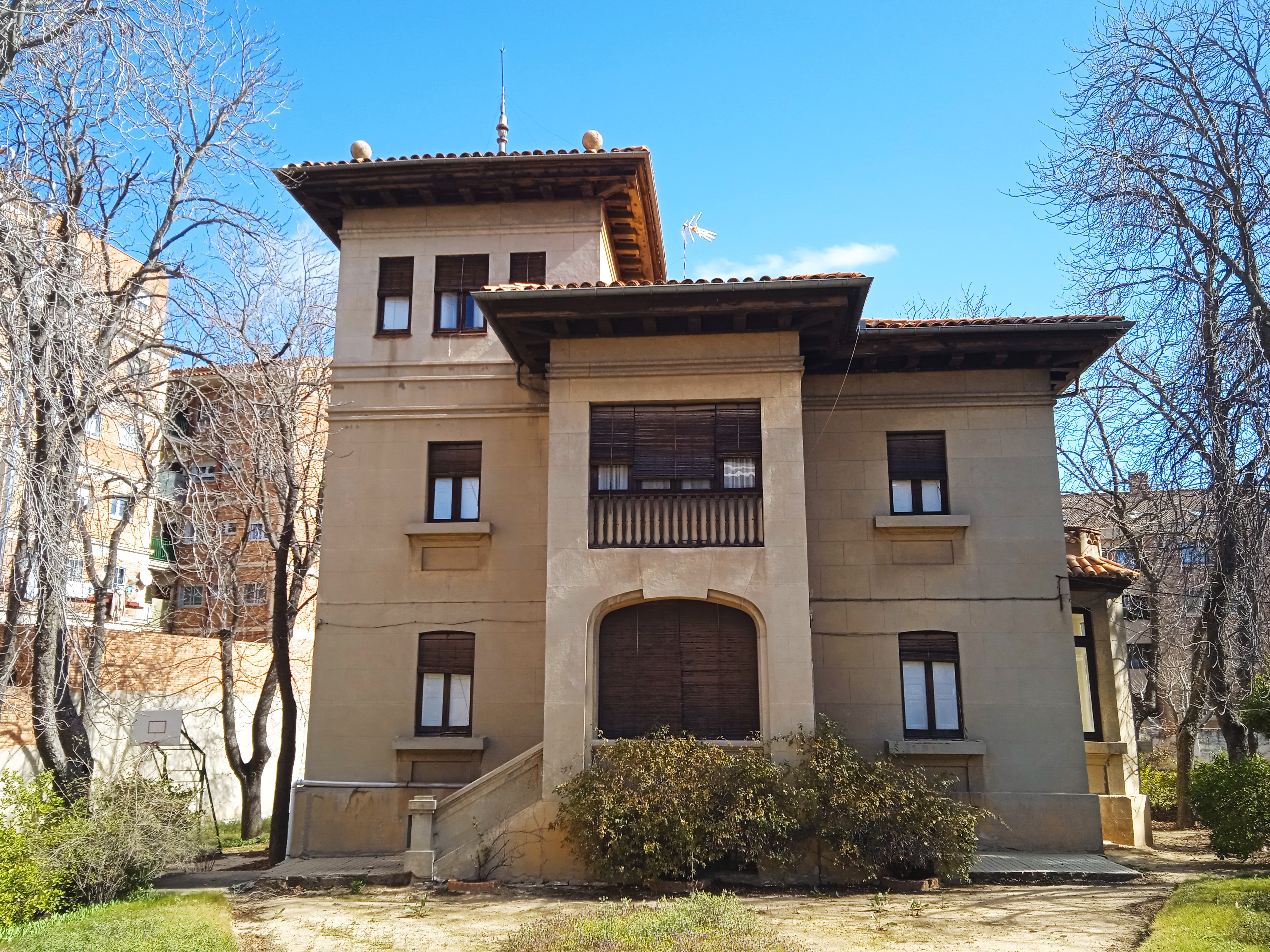
Villa Estrella, en Segovia, edificada en 1925

- Asturias, Cantabria y País Vasco: a finales del XIX y comienzos del XX tuvieron numerosas manifestaciones regionalistas[6] conocidas principalmente como estilo montañés, nacido en Cantabria. Entre sus máximos exponentes se encuentra Leonardo Rucabado.
- Galicia: obras de Antonio Palacios, Rafael González Villar o Manuel Gómez Román.
- Segovia: Villa Estrella, obra de Manuel Pagola en 1925.[7]
- Iberoamérica: Ricardo Legorreta Vilchis, Luis Barragán, Rogelio Salmona, Juvenal Baracco, Eladio Dieste, Edward Rojas Vega, Severiano Mário Porto.